# Koven (Gebäude)
Koven oder Koben (Mehrzahl: Koeben, Koebens, Koems) ist ein alter niederdeutscher Name für eine Stallung für Schweine, Schafe, Erntevorräte oder landwirtschaftliche Geräte. Man nannte sie auch Schünens oder Scheuern, wobei letzterer Ausdruck eng verwandt mit Scheune ist.
Am bekanntesten ist der veraltete Ausdruck heute als Ortsnamensuffix (-koven, z. B. Müllekoven, Oedekoven) und in der Zusammensetzung Schweinekoben. Ein Schweinekoben ist eine einfache Unterkunft für Hausschweine, z. B. ein freistehender oder innerhalb eines Nutzgebäudes liegender Bretterverschlag (süddt. Kobel). Traditionell war die Kobenhaltung der Schweine mit ausgedehnten Weidegängen verbunden.